# Anabarhynchus olivaceus
Anabarhynchus olivaceus är en tvåvingeart som beskrevs av Lyneborg 1992. Anabarhynchus olivaceus ingår i släktet Anabarhynchus och familjen stilettflugor. Inga underarter finns listade i Catalogue of Life.